# 湿地玉凤花
湿地玉凤花（学名：Habenaria humidicola），为兰科玉凤花属下的一个植物种。